# 聖阿卡西奥 (科羅拉多州)
聖阿卡西奧（英語：San Acacio）是位於美國科羅拉多州科斯蒂亞縣的一個人口普查指定地區。

## 地理
聖阿卡西奧的座標為37°13′23″N 105°39′55″W / 37.22306°N 105.66528°W，而該地最高點為海拔高度2356米（即7730英尺）。

## 人口
根據2010年美國人口普查的數據，聖阿卡西奧的面積為3.26平方千米，當中陸地面積為3.26平方千米，而水域面積為0.00平方千米。當地共有人口40人，而人口密度為每平方千米12人。